# Noara: The Conspiracy (jeu vidéo)
 (octobre 2021).
Noara: The Conspiracy est un jeu vidéo de stratégie développé et édité par le studio indépendant Atypique Studio. Il est sorti en accès anticipé le 15 novembre 2021 sur Microsoft Windows via la plateforme Steam. 
Le joueur incarne un stratège de guerre à la tête d'une armée composée de personnages fictifs, issus de l'univers fantastique du roman Noara: La dernière lune. Le but du jeu est de déplacer ses unités sur un champ de bataille afin d'atteindre et de détruire le bâtiment ennemi appelé « Bastion » pour remporter une partie.

## Système de jeu
Noara: The Conspiracy est un jeu de stratégie au tour par tour qui s'inspire de nombreux autres styles de jeux vidéo. Il mélange plusieurs mécaniques comme la possibilité de jouer pendant le tour adverse ou se déplacer selon une grille comme sur les plateaux de jeu d'échecs.
Le jeu prend place dans un environnement en trois dimensions, présenté depuis un point de vue en plongée. Les joueurs peuvent s'affronter en 2 équipes de 2 joueurs pendant différentes phases de combat et de gestion ayant un temps limitées. Chaque joueur compose son armée en fonction des compétences propres à chaque unité puis s'affrontent sur une map. Le joueur détruisant en premier le Bastion adversaire gagne la partie.

## Développement
Le jeu vidéo indépendant Noara: The Conspiracy est développé par le jeune studio Atypique Studio, basé à La Ciotat en France. Il est fondé en 2017 par Jérémy Filali également auteur du roman Noara : la dernière lune, ayant inspiré l'histoire du jeu. Le studio est composé d'une vingtaine de personnes à ce jour.

## Lancement du jeu
Après une présentation en version alpha sur de nombreux salons de jeux vidéo entre 2018 et 2019 (5ème édition du Hero Festival, 20ème édition de la Japan Expo, 10ème édition de la Paris Games Week...), le jeu est sorti en accès anticipé le 15 novembre 2021 sur la plateforme Steam.
Noara: The Conspiracy est désormais disponible en Free-To-Play depuis le 17 mars 2022. Un mode de jeu 2vs2 est prévu pour le mois d'avril 2023 et une sortie console est planifiée bien qu'aucune date ne soit encore disponible.